# 溫斯頓邱吉爾中學

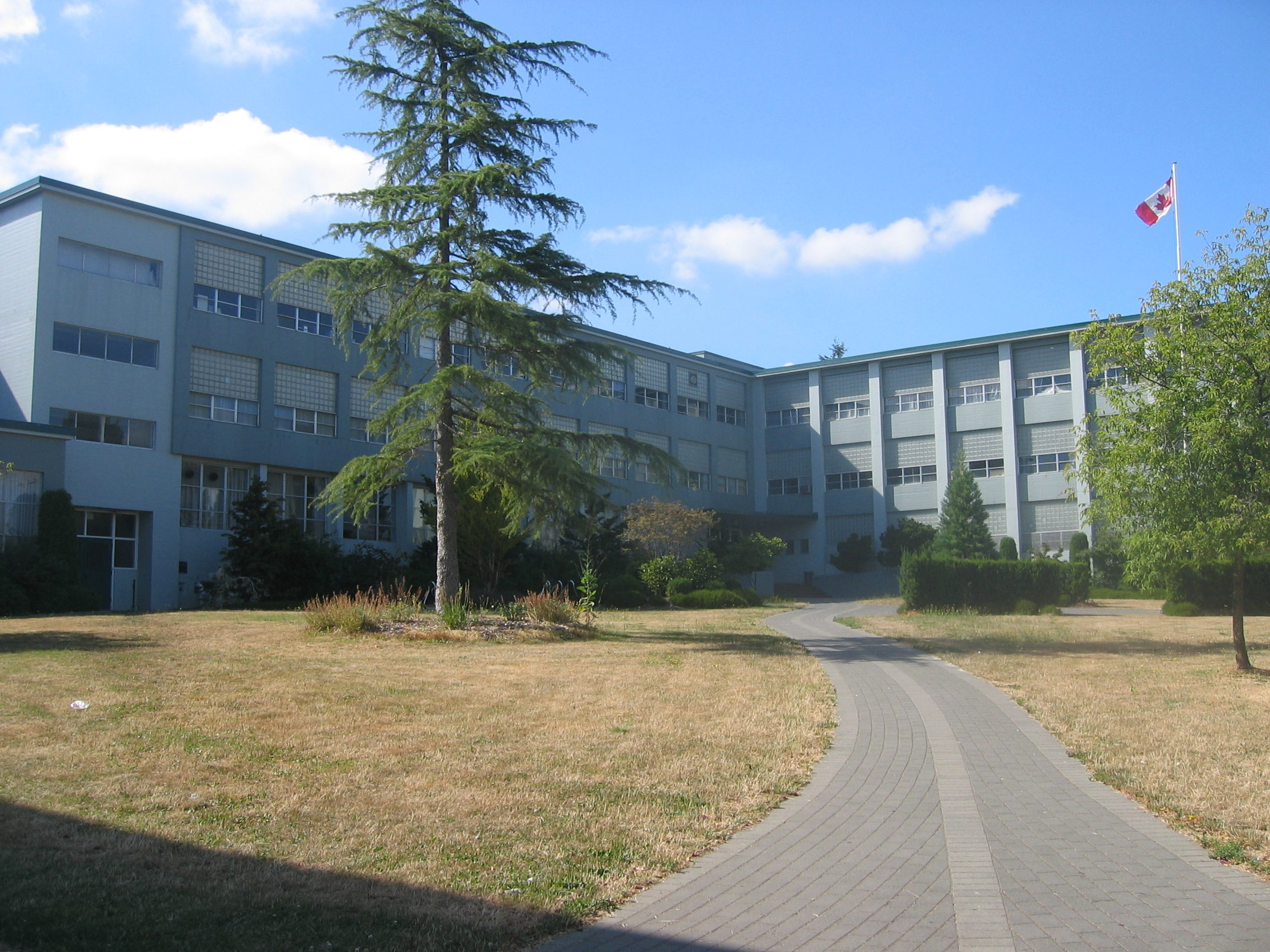
溫斯頓邱吉爾中學

溫斯頓邱吉爾中學（英語：Sir Winston Churchill Secondary School），是加拿大溫哥華的一所公立高中，位於溫哥華39學區。學生人數2115人左右，該校建立於1956年，提供從8-12年級的中學課程，是溫哥華地區最大的公立學校。